# Wazzin

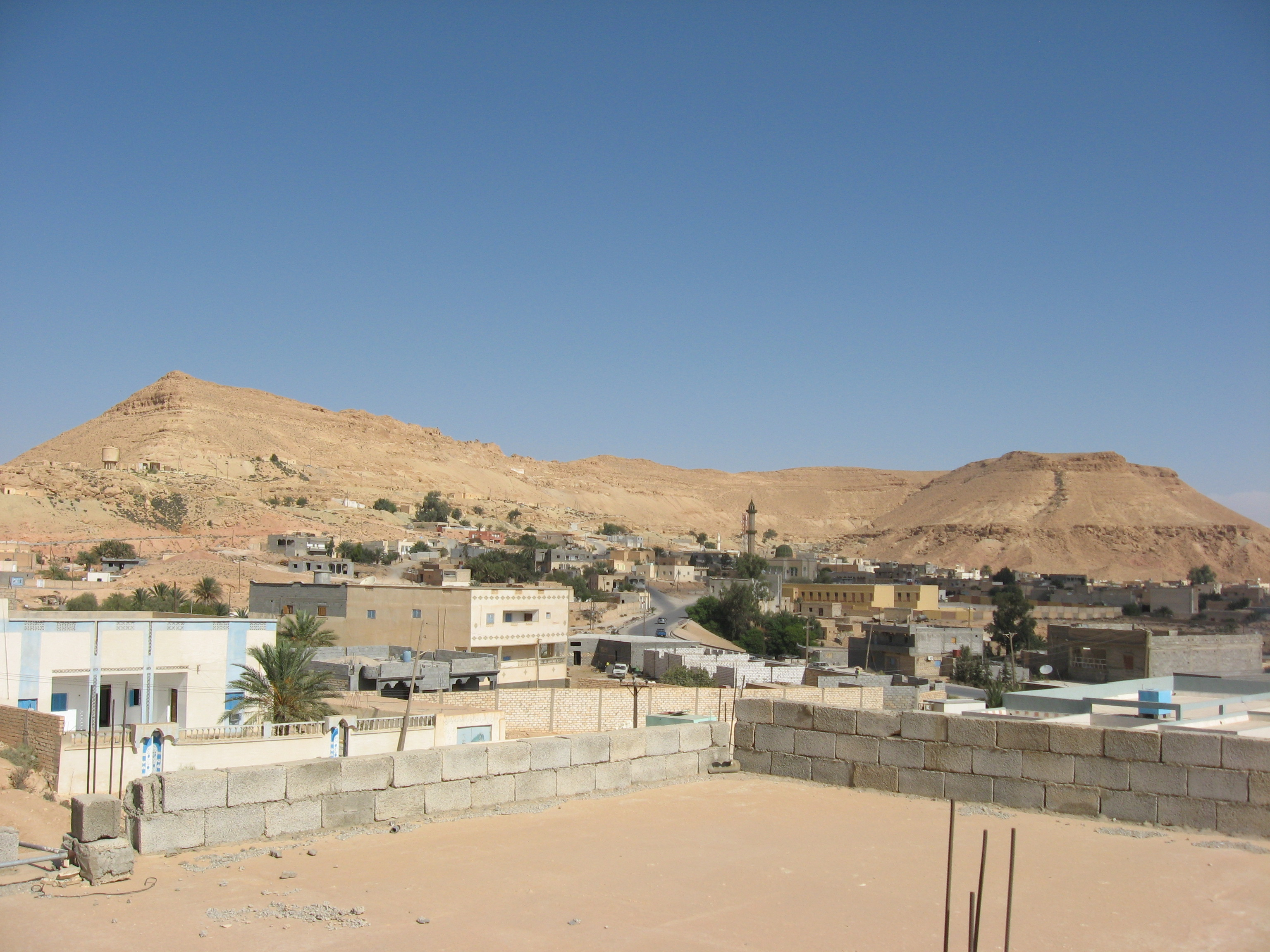
Vy över stadens centrum.

Wazzin är en stad i distriktet Nalut i västra Libyen. Staden fungerar som gränsövergång till Tunisien. Wazzin ligger 360 kilometer från Libyens huvudstad Tripoli. 